# نانسی آگابیان
نانسی آگابیان نویسنده، فعال و مدرس آمریکایی است که در حال حاضر در دانشگاه نیویورک، گالاتین، تدریس می‌کند. او از نسل ارمنی است و کتاب خاطراتش دربارهٔ دوران کودکی‌اش تحت عنوان من دوباره مثل او هستم: داستان‌های واقعی یک دختر ارمنی (Me as Her Again: True Stories of an Armenian Daughter) برنده جایزه «ژان کوردووا» از لامبا لیدری (به انگلیسی: Lambda Literary) برای ادبیات غیر اشتقاقی همجنس‌گرایان / کوئیرها شد.

## حرفه
آگابیان نویسنده‌ای ارمنی-آمریکایی است که در مدرسه هنرهای دانشگاه کلمبیا تحصیل کرده است. در سال ۲۰۰۰، مجموعه‌ای از مقالات، شعرها و آثار غیر داستانی تحت عنوان پرنسس فریک (Princess Freak) منتشر کرد. در سال ۲۰۰۸، کتاب خاطراتی با عنوان من دوباره مثل او هستم: داستان‌های واقعی یک دختر ارمنی (Me as Her Again: True Stories of an Armenian Daughter) منتشر کرد. این کتاب در سال ۲۰۰۹ نامزد جایزه لامبا لیدری برای ادبیات غیرداستانی شد، همچنین برای جایزه بین‌المللی ویلیام سارویان نیز نامزد شد و در سال ۲۰۲۱ برنده جایزه ژان کوردووا برای ادبیات غیر اشتقاقی همجنس‌گرایان / کوئیرها شد. در سال ۲۰۰۶، او بورسیه فولبرایت دریافت کرد و در سال ۲۰۱۲ نیز بورسیه لامبا لیدری را برای نوشتن دربارهٔ هویت و تاریخ ارمنی‌ها دریافت کرد. آگابیان یک رمان با عنوان ترس از ملت‌های بزرگ و کوچک (The Fear of Large and Small Nations) دربارهٔ تبعید شدگان ارمنی نوشته است که بر اساس تحقیقاتش در طول بورسیه فولبرایت شکل گرفته و برای جایزه پِن‌بیل‌وِدِر در سال ۲۰۱۶ نامزد شد.
آگابیان در مدرسه مطالعات فردی گالاتین دانشگاه نیویورک و در موزه هنر همجنس‌گرایان و دگرباشان جنسی لزلی-لوه‌من در نیویورک تدریس می‌کند. او همچنین برای ترویج و حفظ نویسندگان ارمنی در آمریکا تلاش کرده است.

## فعالیت‌های اجتماعی

### حقوق ال‌جی‌بی‌تی
آگابیان علیه ارمنی‌ها ضد ال‌جی‌بی‌تی که علیه ال‌جی‌بی‌تی‌ها اعتراض می‌کردند، سخنرانی کرد. او در سخنرانی خود گفت:
این حس رو داشتم که همه این اتفاقات در آرتساخ در حال وقوع است. شما دارید به برادران و خواهران کوئیر خودتون رو حمله می‌کنید؟ آیا روح‌هاتون رو از دست دادید؟ و واقعاً، می‌خواهید وقت منطقه مدارس گلندل رو با این بی‌خردی تلف کنید در حالی که بچه‌ها به آموزش نیاز دارند؟ شما توسط ملی‌گرایان سفیدپوست در حال سوءاستفاده شدن هستید. پس، کار خوبی کردید. کار خوبی به عنوان یک آمریکایی و یک ارمنی. واقعاً فعالیت مؤثری بود. لطفاً شوخی من رو ببخشید.
علاوه بر این، آگابیان در برابر این تصور که ارمنی‌ها ضد ال‌جی‌بی‌تی‌ها هستند هشدار داده است، و گفته است:
برخی از گفت‌وگوهایی که دربارهٔ این موضوع مطرح شده بود به این شکل بود: «اوه، این خانواده ارمنی هستند.» و این‌طور بود که ما را فقط به همجنس‌گرایی‌ستیزی پیوند می‌زدند در حالی که در واقع گالاس به عنوان یک سازمان حمایت‌گر وجود دارد، که برای ارمنی‌ها همجنس‌گرا در سرتاسر جهان مانند یک چراغ راه است. گالاس تأکید کرد: «ما رو نادیده نگیرید.» ما یک واحد یکپارچه نیستیم. ما هم ارمنی‌های همجنس‌گرا، ترنس و حتی افراد هتروسکشوال داریم که از داشتن فضای امن برای هر کودک ارمنی و خانواده‌هایشان حمایت می‌کنند. برخی از ارمنی‌ها متعصب که علیه ما فریاد می‌زنند—چه خواهند کرد وقتی که فرزندشان اعتراف به هویت جنسی خود کنند؟ آیا آنها نمی‌خواهند برای او فضایی امن داشته باشند؟ همه ما چنین فضایی را برای خود می‌خواستیم.

## فهرست آثار
- من دوباره مثل او هستم: داستان‌های واقعی یک دختر ارمنی (Me as Her Again) (Aunt Lute Books, 2008) شابک ‎۹۷۸۱۹۳۹۹۰۴۰۴۱
- پرنسس فریک: شعرها و اجراها (Princess Freak: Poems and Performances) (Beyond Baroque Books, 2000) شابک ‎۱۸۹۲۱۸۴۰۷۹
- (ویرایش شده) سرسخت: مقالاتی از و دربارهٔ زنان شجاع (Fierce: Essays by and about Dauntless Women) (Nauset Press, 2019) شابک ‎۰۹۹۰۷۱۵۴۵۰
- ترس از ملت‌های بزرگ و کوچک (The Fear of Large and Small Nations) (Nauset Press, 2022) شابک ‎۹۷۹۸۹۸۵۹۶۹۲۳۸[۸]

## جوایز و افتخارات
| سال  | جایزه                                                         | برای                                                                   | منبع  |
| ---- | ------------------------------------------------------------- | ---------------------------------------------------------------------- | ----- |
| ۲۰۲۱ | جایزه ژان کوردووا برای ادبیات غیر اشتقاقی همجنس‌گرایان/کوئیرها | من دوباره مثل او هستم: داستان‌های واقعی یک دختر ارمنی (Me as Her Again) | [ ۴ ] |
| ۲۰۱۶ | جایزه پِن‌بیل‌وِدِر                                                | ترس از ملت‌های بزرگ و کوچک (The Fear of Large and Small Nations)        | [ ۲ ] |
|      | نامزد، جایزه بین‌المللی ویلیام سارویان برای نویسندگی           | من دوباره مثل او هستم: داستان‌های واقعی یک دختر ارمنی (Me as Her Again) | [ ۲ ] |
| ۲۰۰۹ | نامزد لامبا لیدری                                             | من دوباره مثل او هستم: داستان‌های واقعی یک دختر ارمنی (Me as Her Again) | [ ۳ ] |